# Alexander Huish
Alexander Huish (Wells, 1594 – 1668) è stato un presbitero e biblista inglese, propugnatore della liturgia riformata protestante laudianista.

## Biografia
Era il figlio di John Hewish (o Huish), nato nella parrocchia di St. Cutberto, a Wells, nel 1594 o nel 1595.
Nel 1609 iniziò a frequentare la Magdalen Hall di Oxford e, quattro anni più tardi, fu invitato dalla fondatrice del Wadham College ad essere parte della prima classe di studenti dell'istituto. Il 10 febbraio 1614, fu ammesso al Bachelor of Arts, primo allievo del college a laurearsi.
Il 27 giugno 1614, fu raccomandato dalla fondatrice per la posizione di Fellow, che puntualmente ottenne il 30 giugno 1615. Il 17 dicembre dell'anno seguente conseguì il Master of Arts, e il Bachelor of Divinity il 2 giugno 1627. Il 28 giugno 1629 rassegnò rassegnato le dimissioni dal college.
Il 26 ottobre 1627 fu nominato prebendario di Wedmore Secunda nella Cattedrale di Wells, nonché titolare della canoniche di Beckington e di Hornblotton. Propugnatore del movimento protestante laudianista, introdusse le innovazioni dottrinali di William Laud nel 1633. 

Si scontrò con la sua congregazione e col vescovo diocesano William Piers, ex vice-cancelliere di Oxford, che dal 1634 al 1655 tentò di ripristinare l'ortodossia. L'opposizione, fomentata da John Ashe, diede origine alle Rivolte di Beckington.
A seguito di una petizione di firme trasmessa dai cittadini di Beckington contro il nuovo servizio liturgico, nel 1640 fu arrestato con l'accusa di impostura e imprigionato per qualche tempo a Chalfield, nelle vicinanze di Bradford on Avon. Dieci anni più tardi gli fu espropriato ogni bene dalla comunità di Beckington. 

Alla Restaurazione del 1660, Huish rientrò in possesso dei suoi vitalizi, alla quale il 2 settembre 1668 si aggiunse una terza prebenda di Whitelackington nella Cattedrale di Wells.
Morì nell'aprile del 1668.

## Opere
Alexander Huish fu l'autore delle seguenti opere:
- Lectures upon the Lord's Prayer, 3 pts., London, 1626.
- Musa Ruralis; in adventum … Caroli II., … vota, suspiria, gaudia, et rursum vota: quæ suo, aliorumque rectorum, non rectorum, ruralium nomine, effudit A. Huissus, Londra, 1660.

Inoltre, nel 1619 diede alle stampe la traduzione del Tractatus de Demonstratione del matematico John Flavel.
Il vescovo Brian Walton lo selezionò nel gruppo di revisori della sua Bibbia Poliglotta, mentre era già in corso di pubblicazione. Huish lavorò alla Septuaginta, al testo greco del Nuovo Testamento, alla Vulgata latina e al Codex Alexandrinus. Secondo l'antiquario Anthony Wood, nel sesto e ultimo volume della collana Huisch scrisse «un inno greco con il latino». Dedicò la raccolta di poesie Oxford Verses alla morte di Anna di Danimarca, contribuendo all'Ultima Lima Savilii nel 1622.